# Lindomar Castilho
Lindomar Castilho, nome artístico de Lindomar Cabral (Rio Verde, 21 de janeiro de 1940), é um ex-cantor, instrumentista brasileiro.
Ficou famoso pela música-baião "Chamarada" e pelo bolero "Você É Doida Demais", que se tornou mais conhecido no Brasil através da série Os Normais da Rede Globo. Outros de seus sucessos foram "Eu Amo A Sua Mãe" e o samba-canção "Tudo Tem A Ver".
Em 1981, assassinou a sua segunda esposa, de quem já estava legalmente separado, Eliane de Grammont, e foi condenado a 12 anos e dois meses de prisão.

## Biografia

### Primeiros anos
Lindomar Cabral nasceu no então distrito de Santa Helena entrou para a Faculdade de Direito e no ano de 1960 começou a trabalhar 

### Carreira
Sua entrada na música se deu através do convite feito pelo diretor musical da gravadora Copacabana, Diogo Mulero, que em uma reunião na casa do compositor e escritor Bariani Ortêncio ouviu Lindomar cantar. Mulero o convidou para gravar um disco e sugeriu que ele usasse como nome artístico Lindomar Castilho.
No final de 1962 Lindomar gravou seu primeiro álbum, intitulado Canções Que Não Se Esquecem.
O cantor logo construiu uma carreira sólida, cantando boleros e sambas-canções românticos, se tornando um dos maiores vendedores de disco no Brasil da década de 1970. Seus discos chegaram a ser lançados simultaneamente no Brasil e nos Estados Unidos.
O último CD gravado pelo cantor foi Lindomar Castilho Ao Vivo, lançado pela Sony Music no ano 2000, no auge dos fenômenos musicais do brega e forró.
Atualmente, retirado da vida musical, Lindomar vive sozinho em Goiás.

### Assassinato da ex-esposa
A paulista Eliane de Grammont e Lindomar se casaram no dia 10 de março de 1979, dois anos depois de se conhecerem nos corredores da antiga gravadora RCA, em São Paulo. O cantor, na época, já era conhecido como o Rei do Bolero, enquanto ela ainda ensaiava os primeiros passos de sua carreira. Antes de casar, os dois decidiram que ela não cantaria mais para se dedicar ao lar. O matrimônio fez, portanto, Eliane abandonar a carreira profissional para se dedicar unicamente ao lar e cuidar da filha Liliane de Grammont, fruto da união do casal.
Mas o casamento não durou muito tempo. Devido às agressões e ciúmes alimentados pelo alcoolismo de Lindomar, ela, aos 25 anos de idade, pediu a separação, o que Lindomar não aceitou de bom grado. Depois de separada, Eliane tentou retomar a carreira artística e começou a se apresentar com Carlos Randall, primo de Lindomar. Este, por sua vez, começou a desconfiar que os dois tinham um relacionamento amoroso, situação que só piorou quando também Randall se separou da mulher.
Três meses depois de separada, em 30 de março de 1981, quando cantava no Café Belle Époque, no bairro da Bela Vista, em São Paulo, Eliane levou cinco tiros pelas costas, sendo que um dos disparos feriu também Randall, que se apresentava com ela. A cantora faleceu e Randall posteriormente levou anos para se recuperar do ferimento.
Lindomar tentou fugir do local, mas foi contido por transeuntes. Acabou preso em flagrante e condenado a 12 anos e dois meses de prisão por um júri popular em 23 de agosto de 1984. Depois de cumprir a pena, sendo seis anos em regime semiaberto, Lindomar Castilho ganhou a liberdade em 1996. Ainda enquanto preso da penitenciária goiana, gravou um disco com o título Muralhas da Solidão.

Em 2012, numa rara entrevista, então já com 72 anos de idade e diversos problemas de saúde, ele disse ao portal G1 que
"É um massacre isso. É lógico que eu me arrependo todos os dias. A gente comete coisas em momentos que está fora de si".
O caso foi listado ainda em 2019 pelo site Último Segundo (do IG) como um dos "crimes famosos que chocaram" o Brasil.

## Discografia
- Canções Que Não se Esquecem ‎(1964)
- Alma, Coração e Vida (1965)
- Lindomar Castilho com Elcio Alvarez e sua Orquestra - Escuta Minha Oração (1965)
- Mensagem de Carinho (1966)
- Lindomar Castilho (‎1967)
- Lindomar Castilho ‎(1968)
- Canções Que Não Se Esquecem - Vol. 2 (1969)
- Somos Iguais (1969)
- Lindomar Castilho com Orquestra (1975)
- O Filho do Povo (1976)
- Chamarada (1977)
- Adios Mi Amor, Adios/El Hombre Mas Triste Del Mundo ‎(1977)
- Lindomar Castilho ‎(1978)
- En Amorado De Las Americas (1978)
- Lindomar Castilho ‎(1981)

### Álbuns extras
- Amor... Somente Amor ‎(1982)
- Coração Guerreiro ‎(1983)
- Muralhas da Solidão (1986)
- Lindomar Castilho (‎1989)
- Lindomar Castilho (‎1996)

### Ao vivo
- Ao Vivo ‎(2000)